# Liste du patrimoine immobilier classé de Bullange
Cette page regroupe l'ensemble du patrimoine immobilier classé de la ville belge de Bullange.
| Objet                                  | Année de construction / Architecte | Adresse | Section communale  | Coordonnées                      | Numéro d’inventaire | Illustration                           |
| -------------------------------------- | ---------------------------------- | ------- | ------------------ | -------------------------------- | ------------------- | -------------------------------------- |
| Église décanale Saint-Éloi de Bullange | XIIe siècle                        |         | Bullange           | 50° 24′ 28″ nord, 6° 15′ 28″ est | 31010               | Église décanale Saint-Éloi de Bullange |
| Chapelle Saint-Corneille d'Holzhem     | ca. 1665                           |         | Manderfeld         | 50° 21′ 03″ nord, 6° 17′ 40″ est | 31011               | Chapelle Saint-Corneille d'Holzhem     |
| Römerwall                              |                                    |         |                    | 50° 21′ 32″ nord, 6° 17′ 28″ est | 31012               | Römerwall                              |
| Église Saint-Éloi de Krewinkel         | XVIe siècle                        |         | Krewinkel          | 50° 19′ 50″ nord, 6° 22′ 58″ est | 30999               | Église Saint-Éloi de Krewinkel         |
| Église Saint Lambert de Manderfeld     | XVIe siècle                        |         | Manderfeld         | 50° 19′ 49″ nord, 6° 20′ 26″ est | 31000               | Église Saint Lambert de Manderfeld     |
| Chemin de croix de Manderfeld          | 1765                               |         | Manderfeld         | 50° 19′ 49″ nord, 6° 20′ 26″ est | 31013               | Chemin de croix de Manderfeld          |
| Croix des Flins                        | 1637                               |         | Medendorf          | 50° 20′ 09″ nord, 6° 17′ 01″ est | 31014               | Croix des Flins                        |
| Chapelle Saint-Brice de Merlscheid     | 1737                               |         | Merlscheid         | 50° 20′ 59″ nord, 6° 21′ 09″ est | 31015               | Chapelle Saint-Brice de Merlscheid     |
| Bornes Juliers                         | 1791                               |         | Rocherath          | 50° 28′ 42″ nord, 6° 18′ 31″ est | 31031               | Image manquante                        |
| Église Sainte-Anne de Wirtzfeld        |                                    |         | Wirtzfeld          | 50° 25′ 37″ nord, 6° 15′ 49″ est | 31029               | Église Sainte-Anne de Wirtzfeld        |
| Calvaires de Bullange                  | 1722                               |         | Bullange/Wirtzfeld | 50° 24′ 30″ nord, 6° 15′ 33″ est | 31028               | Calvaires de Bullange                  |